# 南極交響曲
《南極交響曲》（なんきょくこうきょうきょく、イタリア語: Sinfonia antartica ）は、イギリスの作曲家レイフ・ヴォーン・ウィリアムズが7番目に作曲した交響曲。ヴォーン・ウィリアムズは、《交響曲 第6番》と調性を同じくする《第9番》が出来上がるまで、交響曲の楽譜に、楽種名と調性（初期のいくつかの作品ではタイトル）を記入していただけだった。単に《ホ短調の交響曲》と呼んだのでは混乱が避けられないため、その時期になって番号付けをするようになったのである。したがって、この作品はもともとのタイトルが《南極交響曲》なのであって、《交響曲 第7番「南極」》のように、副題として扱うことは適切ではない。

## 概要
ヴォーン・ウィリアムズは1947年に、ロバート・スコットの南極探検隊を描いたイギリス映画『南極のスコット』のために音楽を作曲した。この作品は1949年にプラハ映画祭で音楽賞を受賞した。その後ヴォーン・ウィリアムズは、この映画音楽のほとんどを再構成して一つの交響曲を創り出した。交響曲は1949年に着手され、1953年にマンチェスターにて、ジョン・バルビローリ指揮ハレ管弦楽団により初演が行われた。
通常の編成のオーケストラに加えて、チェレスタ、ピアノ、パイプオルガン、さまざまな種類の打楽器やウィンドマシーン、さらに女声合唱とソプラノ独唱のヴォカリーズも用いられている。

## 楽曲構成
所要時間は45分前後。全5楽章からなり、第3楽章と第4楽章は連結されている。総譜では、おのおのの楽章の開始に先立ち、文学作品の引用句が掲げられている。作品成立の由来からもわかるように、交響曲とはいうものの、形式の拘束とは無縁に作曲されており、内容的にも標題交響曲と連作交響詩との中間にあり、実質的には交響組曲のようになっている。極地における自然界の猛威と愛すべき動物たち、氷山・氷原・オーロラ・ブリザードの描写、危機を目前に進退窮まった人間の無力感と自己犠牲といったものが、ロマン派的な構成原理や印象主義的な音楽語法を駆使して描き出されている。
1. 前奏曲：アンダンテ・マエストーゾ（引用句：シェリーの詩『鎖を解かれたプロメテウス』）
2. スケルツォ：モデラート～ポコ・アニマンド（引用句：詩篇第104篇）
3. 風景：レント（引用句：コールリジ『シャモニー渓谷の日の出前の讃歌』）
4. 間奏曲：アンダンテ・ソステヌート（ジョン・ダン『夜明けに』）
5. 終幕：アッラ・マルチア、モデラート（ノン・トロッポ・アレグロ）（スコット大佐の最後の日記より）
時おり演奏や録音によっては、楽章ごとの標題とされた引用句を朗読することがあるが、第3楽章と第4楽章を休止なしで連続して演奏するようにとの作曲者の意図を不可能にしてしまうため、そのような習慣は問題がなくもない。そのため最近では、全曲演奏の前後どちらかに、すべての引用句をまとめて読み上げる傾向も見受けられる。

## 編成
フルート3（ピッコロ持ち替え）、オーボエ2、イングリッシュホルン、クラリネット2、バス・クラリネット、ファゴット２、コントラファゴット、ホルン4、トランペット3、トロンボーン3、チューバ、ティンパニ、打楽器（奏者4：小太鼓、大太鼓、シンバル、トライアングル、ゴング、ベル、グロッケンシュピール、ヴィブラフォン、ウィンド・マシーン）、チェレスタ、ハープ、ピアノ、オルガン、弦五部
女声三部合唱、ソプラノ独唱（第1、第5楽章のみ）